# Blue in Green: The Concert in Canada
Blue in Green: The Concert in Canada es un álbum en vivo del pianista estadounidense de jazz Bill Evans con Eddie Gomez y Marty Morell, grabado en el Camp Fortune en la ciudad Ottawa en agosto de 1974 y lanzado por el sello Milestone en 1991. Alan Bergman, Marilyn Bergman, Tadd Dameron, Miles Davis, el pianista, Carol Hall, Jim Hall, Michel Legrand y Carl Sigman se encargaron de la composición, mientras que Michael Semanick y David Luke de la remezcla. Scott Yanow del sitio Allmusic le dio cuatro estrellas y media de cinco, y opinó positivamente.

## Lista de canciones
Compuestos por Bill Evans salvo los indicados:
1. «One for Helen» - 6:13
2. «The Two Lonely People» (Bill Evans, Carol Hall) - 7:03
3. «What Are You Doing the Rest of Your Life?» (Alan Bergman, Marilyn Bergman, Michel Legrand) - 4:38
4. «So What» (Miles Davis) - 6:47
5. «Very Early» - 5:32
6. «If You Could See Me Now» (Tad Dameron, Carl Sigman) - 3:53
7. «34 Skidoo» - 7:33
8. «Blue in Green» (Davis, Evans) - 3:40
9. «T.T.T. (Twelve Tone Tune)» - 5:29

- Grabado en Camp Fortune en Ottawa en agosto de 1974.

- Fuente:[2]